# Rocinela tridens
Rocinela tridens is een pissebed uit de familie Aegidae. De wetenschappelijke naam van de soort is voor het eerst geldig gepubliceerd in 1947 door Hatch.